# 崔慶星
崔 慶星（チェ・ギョンソン、朝鮮語: 최경성、1945年 - ）は、朝鮮民主主義人民共和国の軍人、政治家。朝鮮労働党中央軍事委員会委員、朝鮮労働党中央委員会委員、朝鮮人民軍陸軍第11軍団長などを歴任。朝鮮人民軍における軍事称号（階級）は上将。

## 経歴
1945年に生まれた。出生地は不明。2010年4月14日に上将に昇進し、就任時期は不明であるが精鋭特殊部隊・第11軍団長に就任している。同年9月28日に開催された朝鮮労働党第3回党代表者会で、軍団長として唯一朝鮮労働党中央軍事委員会委員、朝鮮労働党中央委員会委員に選出された。2014年3月に居眠りをしたため、少将に2階級降格の処分を受けたが、2015年2月14日に上将に復帰した。2016年5月6日に開催された朝鮮労働党第7次大会では党中央軍事委員に選出されなかった。

## 参考サイト
북한정보포털